# Municipio de Las Piedras
El Municipio de Las Piedras es uno de los 30 municipios que integran el departamento de Canelones, Uruguay. Tiene como sede la ciudad homónima.

## Ubicación
El municipio se encuentra localizado en la zona suroeste del departamento de Canelones. Limita al norte con el municipio de 18 de Mayo y el de Progreso, al este con el municipio de Sauce, al sur con el departamento de Montevideo, y al suroeste y oeste con el municipio de La Paz.

## Características
El municipio fue creado por ley 18.653 del 15 de marzo de 2010, y forma parte del departamento de Canelones. Su territorio comprende a los distritos electorales CDA, CDD y CDE de ese departamento.
Se trata de una zona con intensa actividad industrial y comercial. Se destacan además la vitivinicultura, la granja y la hípica.
Forman parte de este municipio las siguientes localidades:
- Las Piedras
- Villa San Cono

## Creación de otro municipio

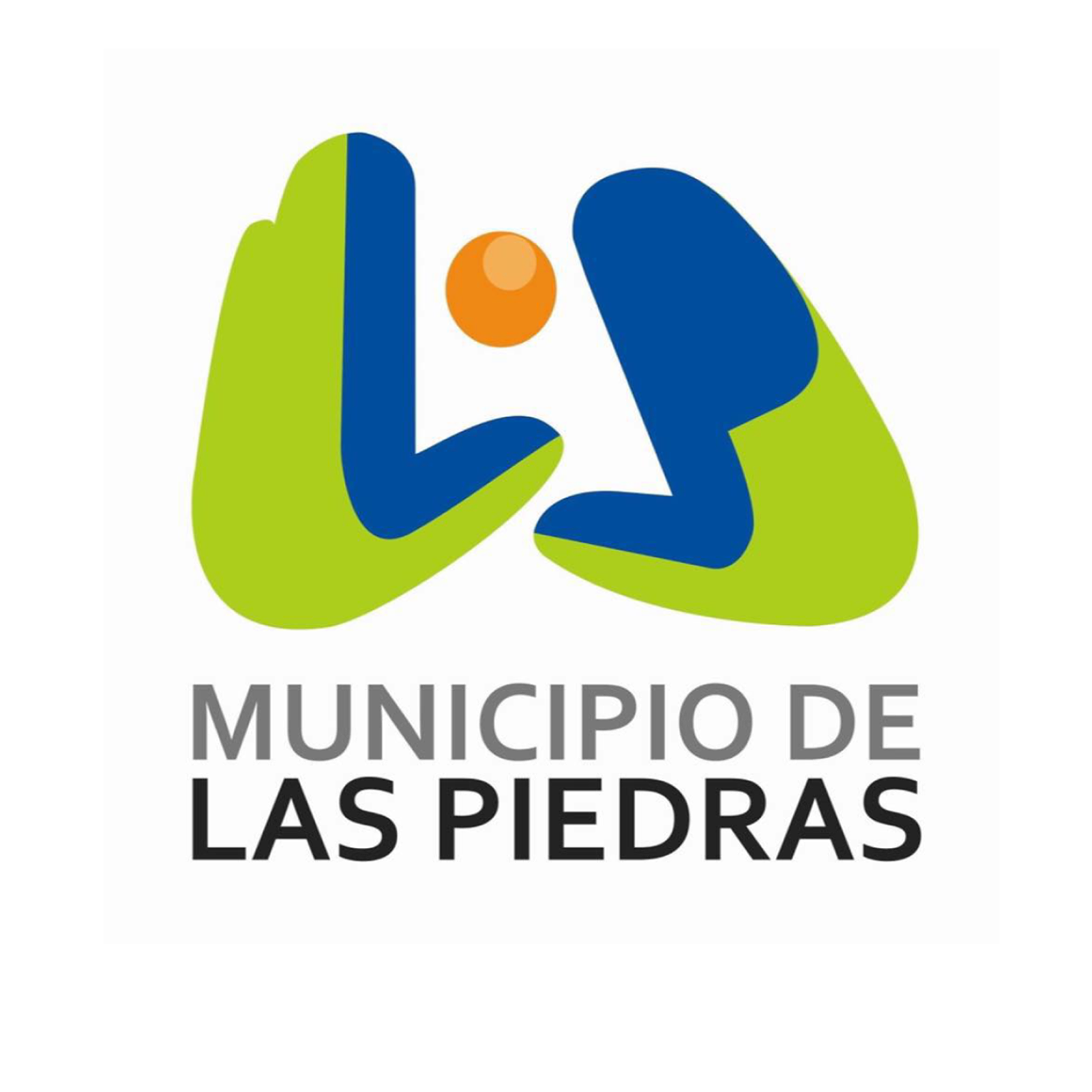
Logo del Municipio de Las Piedras

En marzo de 2013 se creó el Municipio de 18 de Mayo, con territorios de los municipios de Las Piedras y Progreso, en las inmediaciones de la Ruta 5 vieja.

## Capital de la Uva y el Vino
La Ley N° 18.088 (2007), declara a Las Piedras como Capital de la Uva y el Vino y sede del desfile inaugural de la vendimia a realizarse cada año en marzo. Esto se debe a que es la ciudad de Uruguay que concentra la mayor cantidad de producción vitícola y de bodegas, y a que la identidad local ha estado históricamente vinculada a esta actividad desde lo productivo hasta lo cultural.
De los 1.500 viñedos que tiene Uruguay en 15 departamentos, se destaca Canelones que tiene 804 viñedos (66%), 3.958 hectáreas (66%) en 925 establecimientos (67%). Además tiene 82 bodegas (50,1% del total), que producen 31.138.555 litros (61,9% del total), siendo el departamento con mayor producción de todas las variedades (tinto, clarete, blanco y rosado) (INAVI, 2023).  La región dentro de Canelones con mayor densidad vitivinícola, es el eje sur de la ruta 5, tomando como epicentro la ciudad de Las Piedras, lo que ha llevado a identificar a esta región como la principal zona vitivinícola del departamento.
Para Canelones la vitivinicultura es importante también en la generación de empleo, ya que con un 7% es la tercera fuente laboral dentro de su población rural (la primera es la ganadería con 35% y la segunda la horticultura con 22%); y para el Municipio de Las Piedras es la primera.
La vitivinicultura se destaca por su mano de obra intensiva, mientras el sector agrícola utiliza un trabajador cada 7 hectáreas, las exigencias del viñedo requiere 1 trabajador por hectárea.

Esta región a su vez, por ser parte del Área Metropolitana de Montevideo, está creciendo junto a los servicios culturales y hoteleros de Montevideo, en el turismo de bodegas. En  el sitio web de  Los Caminos del Vino (Asociación de Turismo Enológico del Uruguay - ATEU), anuncia que son 17 bodegas enoturísticas entre Canelones y Montevideo; mientras que el Plan Metropolitano de Enoturismo (IC, 2020) afirma que hay otras 17 que realizan al menos una actividad turística al año.

## Autoridades
Las autoridades del municipio son el alcalde y cuatro concejales.
| Nº | Alcalde                  | Partido          | Inicio del mandato      | Fin del mandato         | Observaciones     | Concejales                                                                        |
| -- | ------------------------ | ---------------- | ----------------------- | ----------------------- | ----------------- | --------------------------------------------------------------------------------- |
| 1  | Wilfredo Román           | Frente Amplio FA | 2010                    | julio de 2015           | Alcalde elegido   |                                                                                   |
| 2  | Gustavo Alfredo González | Frente Amplio FA | julio de 2015           | 26 de noviembre de 2020 | Alcalde elegido   | José Claveli (FA) Romina Espiga (FA) Wilfredo Avellaneda (FA) Walter Lascano (PN) |
| 3  | Gustavo Alfredo González | Frente Amplio FA | 27 de noviembre de 2020 | 2025                    | Alcalde reelegido | Eva Balbiani (FA) Ricardo Mazzini (FA) Ana Barreiro (PN) Walter Lascano (PN)      |